# Gambrinus liga 2008/09
De Gambrinus liga 2008/09 was het zestiende seizoen van het Tsjechisch nationaal voetbalkampioenschap. Het ging van start op 2 augustus 2008 en eindigde op 30 mei 2009.

## Clubs
16 clubs speelden het seizoen 2008/09 in de Gambrinus liga. Uit Praag komen maar liefst vier clubs. De regio's Karlsbad, Hradec Králové, Pardubice en Vysočina leverden dit seizoen geen clubs op het hoogste niveau.
| Club                       | Stad               | Stadion                            | Afbeelding | Opening | Capaciteit |
| -------------------------- | ------------------ | ---------------------------------- | ---------- | ------- | ---------- |
| FC Baník Ostrava           | Ostrava            | Bazaly                             |            | 1959    | 17.372     |
| FK Baumit Jablonec         | Jablonec nad Nisou | Chance Arena                       |            | 1955    | 6280       |
| FK Bohemians Praag1        | Žižkov, Praag      | Stadion FK Viktoria Žižkov         |            | 1965    | 5600       |
| 1. FC Brno                 | Brno               | Městský fotbalový stadion Srbská   |            | 1949    | 12.550     |
| SK Dynamo České Budějovice | České Budějovice   | Fotbalový stadion Střelecký ostrov |            | 1940    | 6746       |
| SK Kladno                  | Kladno             | Stadion Františka Kloze            |            | 1914    | 4000       |
| FK Mladá Boleslav          | Mladá Boleslav     | Městský stadion Mladá Boleslav     |            | 2005    | 5000       |
| 1. FK Příbram              | Příbram            | Na Litavce                         |            | 1955    | 9100       |
| SK Sigma Olomouc           | Olomouc            | Andrův stadion                     |            | 1940    | 12.014     |
| SK Slavia Praag            | Vršovice, Praag    | Stadion Eden                       |            | 2008    | 21.000     |
| FC Slovan Liberec          | Liberec            | Stadion u Nisy                     |            | 1934    | 9900       |
| AC Sparta Praag            | Bubeneč, Praag     | AXA Arena                          |            | 1917    | 20.854     |
| FK Teplice                 | Teplice            | Stadion Na Stínadlech              |            | 1973    | 18.221     |
| FC Tescoma Zlín            | Zlín               | Stadion Letná                      |            | 1926    | 6375       |
| FC Viktoria Pilsen         | Pilsen             | Stadion města Plzně                |            | 1955    | 7842       |
| FK Viktoria Žižkov         | Žižkov, Praag      | Stadion FK Viktoria Žižkov         |            | 1965    | 5600       |

1 Omdat het eigen stadion, Stadion SK Prosek, van FK Bohemians Praag niet aan de eisen voldeed speelde de club haar thuiswedstrijden in het Stadion FK Viktoria Žižkov van FK Viktoria Žižkov.

## Eindstand
|     | Club                       | WG | W  | G  | V  | DV | DT | P  |                                               |
| --- | -------------------------- | -- | -- | -- | -- | -- | -- | -- | --------------------------------------------- |
| 1.  | SK Slavia Praag1           | 30 | 18 | 8  | 4  | 57 | 25 | 62 | Derde voorronde UEFA Champions League 2009/10 |
| 2.  | AC Sparta Praag            | 30 | 16 | 8  | 6  | 48 | 25 | 56 | Derde voorronde UEFA Champions League 2009/10 |
| 3.  | FC Slovan Liberec          | 30 | 14 | 10 | 6  | 41 | 28 | 52 | Derde voorronde UEFA Europa League 2009/10    |
| 4.  | SK Sigma Olomouc           | 30 | 13 | 9  | 8  | 39 | 36 | 48 | Tweede voorronde UEFA Europa League 2009/10   |
| 5.  | FK Baumit Jablonec         | 30 | 14 | 4  | 12 | 43 | 37 | 46 |                                               |
| 6.  | FK Mladá Boleslav          | 30 | 12 | 10 | 8  | 39 | 38 | 46 |                                               |
| 7.  | FK Teplice3                | 30 | 12 | 7  | 11 | 33 | 25 | 43 | Vierde voorronde UEFA Europa League 2009/10   |
| 8.  | FC Viktoria Pilsen         | 30 | 11 | 10 | 9  | 45 | 38 | 43 |                                               |
| 9.  | FC Baník Ostrava           | 30 | 11 | 6  | 13 | 38 | 36 | 39 |                                               |
| 10. | SK Dynamo České Budějovice | 30 | 7  | 15 | 8  | 30 | 37 | 36 |                                               |
| 11. | 1. FC Brno                 | 30 | 9  | 8  | 13 | 32 | 36 | 35 |                                               |
| 12. | 1. FK Příbram2             | 30 | 9  | 7  | 14 | 30 | 40 | 34 |                                               |
| 13. | FK Bohemians Praag2        | 30 | 10 | 4  | 16 | 33 | 46 | 34 |                                               |
| 14. | SK Kladno                  | 30 | 8  | 7  | 15 | 21 | 41 | 31 |                                               |
| 15. | FC Tescoma Zlín            | 30 | 7  | 8  | 15 | 26 | 49 | 29 | Degradatie naar de Druhá liga                 |
| 16. | FK Viktoria Žižkov         | 30 | 5  | 7  | 19 | 27 | 45 | 22 | Degradatie naar de Druhá liga                 |

1 SK Slavia Praag was in dit seizoen de titelverdediger. 

2 1. FK Příbram en FK Bohemians Praag waren in dit seizoen nieuwkomers, zij speelden in het voorgaande seizoen niet op het hoogste niveau van het Tsjechische voetbal. 

3 FK Teplice was de winnaar van de Tsjechische beker van dit seizoen.

## Statistieken

### Topscorers
15 doelpunten

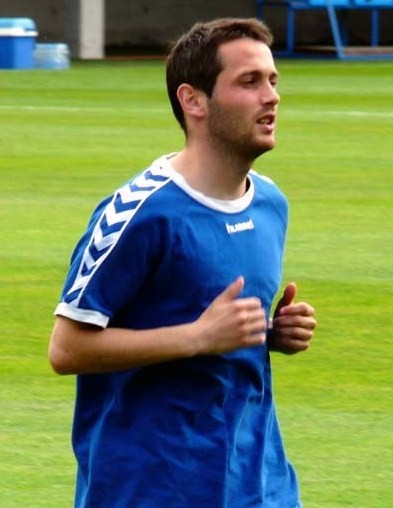
Andrej Kerić

- Andrej Kerić (FC Slovan Liberec)

11 doelpunten
- Tomáš Necid (SK Slavia Praag)
- Daniel Huňa (1. FK Příbram)

10 doelpunten
- Michal Papadopulos (FK Mladá Boleslav)
- Riste Naumov (FK Viktoria Žižkov)
- David Lafata (FK Baumit Jablonec)

9 doelpunten
- Tijani Belaid (SK Slavia Praag)
- Michal Ordoš (SK Sigma Olomouc)
- Tomáš Sedláček (SK Dynamo České Budějovice)

8 doelpunten
- Marek Kincl (FK Bohemians Praag)
- Pavel Horváth (FC Viktoria Pilsen)
- Roman Dobeš (FK Bohemians Praag)

### Assists
11 assists
- Igor Žofčák (FK Baumit Jablonec 6 / AC Sparta Praag 5)

8 assists
- Matěj Krajčík (SK Slavia Praag

7 assists
- Rudolf Otepka (FC Baník Ostrava)
- Tomáš Poláček (FK Mladá Boleslav)
- David Šmahaj (FC Tescoma Zlín)
- Rogério Pereira Tarciso Melinho (SK Sigma Olomouc)

6 assists
- David Zoubek (FK Bohemians Praag)
- Marek Kulič (AC Sparta Praag
- Milan Petržela (FC Viktoria Pilsen)
- Dušan Švento (SK Slavia Praag)

1993/94 · 1994/95 · 1995/96 · 1996/97 · 1997/98 · 1998/99 · 1999/00 · 2000/01 · 2001/02 · 2002/03 · 2003/04 · 2004/05 · 2005/06 · 2006/07 · 2007/08 · 2008/09 · 2009/10 · 2010/11 · 2011/12 · 2012/13 · 2013/14 · 2014/15 · 2015/16 · 2016/17 · 2017/18 · 2018/19 · 2019/20 · 2020/21 · 2021/22 · 2022/23 · 2023/24
Nationale competities:
Albanië · Armenië · België · Bosnië en Herzegovina · Bulgarije · Cyprus · Denemarken · Duitsland · Engeland · Estland · Finland · Frankrijk · Griekenland · Hongarije · IJsland · Ierland · Israël · Italië · Kazachstan · Kroatië · Letland · Luxemburg · Montenegro · Nederland · Noorwegen · Oekraïne · Oostenrijk · Polen · Portugal · Roemenië · Rusland · San Marino · Schotland · Servië · Slovenië · Slowakije · Spanje · Tsjechië · Turkije · Zweden · Zwitserland
Europese competities: Super Cup 2009 · Intertoto Cup 2008 · Champions League · UEFA Cup